# Kaštel Nehaj u Kaštel Štafiliću
Kaštel Nehaj (Lodi) je stara utvrda u mjestu Kaštel Štafiliću, Obala kralja Tomislava 23, Grad Kaštela, zaštićeno kulturno dobro.

## Povijest
Zapadno od kaštela Štafileo, na hridi u moru, počela su braća Ludovik i Ivan Lodi godine 1548. graditi svoj kaštel s dozvolom trogirskog kneza Garzonija. Kaštel je ostao nedovršen, jer su tijekom gradnje umrla braća Lodi. Sin Ivana Lodija nije nastavio gradnju jer je imao samo jednu kći Katarinu. Ni Katarina nije imala muških potomaka, te se imanje i kaštel podijelilo na sedam dijelova. Krajem 17. stoljeća kaštel je prešao u vlasništvo splitske plemićke obitelji Papalić. Kaštel, iako nedovršen, služio je svojoj svrsi, oko njega se naseljavaju uskočke izbjeglice iz Klisa, koje po svojoj tvrđavi kod Senja, kaštel i naselje nazivaju Nehaj.

## Opis dobra
Kaštel obitelji Lodi smješten je zapadno od kaštela Štafileo na rtu koji zaklanja mjesni mandrać. Gradnju su 1548. godine započeli trogirski plemići, Ludovik i Ivan Lodi. Kaštel je građen za zaštitu težaka i materijalnih dobara od Turaka. Kvadratnog je tlocrta sa skošenom skarpom i ravnim parapetnim zidom na kojem su izvedeni otvori prozora prvoga kata. Iako je smrću dvojice braće gradnja prekinuta te je izveden kaštel samo do razine prozora prvog kata, oko njega se razvilo manje utvrđeno naselje koje su uz kaštelanske naselile i uskočke izbjeglice iz Senja. Za kaštel obitelji Lodi uvriježio se naziv ‘kula Nehaj’ što se povezuje s nebrigom oko prerano zaustavljene gradnje. Vjerojatnije je da su kaštel tako nazvale doseljene senjske uskočke obitelji u spomen na gradski kaštel Nehaj u Senju.

## Zaštita
Pod oznakom Z-7316 zaveden je kao nepokretno kulturno dobro - pojedinačno, pravna statusa zaštićena kulturnog dobra, klasificirano kao "vojne i obrambene građevine".

## Vanjske poveznice
- (admin): Kaštel Štafilić i Nehaj – Dijelić rivijere koju čovjek nije uspio uništiti  Arhivirana inačica izvorne stranice od 18. ožujka 2011. (Wayback Machine), Kaštelanska panorama, 12. ožujka 2011.
- Kaštel Štafilić - kula Nehaj  Arhivirana inačica izvorne stranice od 2. prosinca 2016. (Wayback Machine) Službeni turistički portal Turističke zajednice Splitsko-dalmatinske županije